# Liste des titres musicaux numéro un en Allemagne en 1993
Cette page liste les titres numéro un dans les meilleures ventes de disques en Allemagne pour l'année 1993 selon Media Control Charts. 
Les classements sont issus des 100 meilleures ventes de singles et des 100 meilleures ventes d'albums. Ils se déroulent du vendredi au jeudi, et sont publiés le mardi par l'industrie musicale allemande.

## Classement des singles
| №  | Date         | Artiste                   | Titre                                          |
| -- | ------------ | ------------------------- | ---------------------------------------------- |
| 1  | 1er janvier  | Captain Hollywood Project | More And More                                  |
| 2  | 8 janvier    | Captain Hollywood Project | More And More                                  |
| 3  | 15 janvier   | Charles & Eddie           | Would I Lie to You?                            |
| 4  | 22 janvier   | Whitney Houston           | I Will Always Love You                         |
| 5  | 29 janvier   | Whitney Houston           | I Will Always Love You                         |
| 6  | 5 février    | Whitney Houston           | I Will Always Love You                         |
| 7  | 12 février   | Whitney Houston           | I Will Always Love You                         |
| 8  | 19 février   | Whitney Houston           | I Will Always Love You                         |
| 9  | 26 février   | Whitney Houston           | I Will Always Love You                         |
| 10 | 5 mars       | Ace of Base               | All That She Wants                             |
| 11 | 12 mars      | Ace of Base               | All That She Wants                             |
| 12 | 19 mars      | Ace of Base               | All That She Wants                             |
| 13 | 26 mars      | Ace of Base               | All That She Wants                             |
| 14 | 2 avril      | Ace of Base               | All That She Wants                             |
| 15 | 9 avril      | Ace of Base               | All That She Wants                             |
| 16 | 16 avril     | Ace of Base               | All That She Wants                             |
| 17 | 23 avril     | Ace of Base               | All That She Wants                             |
| 18 | 30 avril     | Snow                      | Informer                                       |
| 19 | 7 mai        | Snow                      | Informer                                       |
| 20 | 14 mai       | Snow                      | Informer                                       |
| 21 | 21 mai       | Snow                      | Informer                                       |
| 22 | 28 mai       | Snow                      | Informer                                       |
| 23 | 4 juin       | Snow                      | Informer                                       |
| 24 | 11 juin      | Snow                      | Informer                                       |
| 25 | 18 juin      | Culture Beat              | Mr. Vain                                       |
| 26 | 25 juin      | Culture Beat              | Mr. Vain                                       |
| 27 | 2 juillet    | Culture Beat              | Mr. Vain                                       |
| 28 | 9 juillet    | Culture Beat              | Mr. Vain                                       |
| 29 | 16 juillet   | Culture Beat              | Mr. Vain                                       |
| 30 | 23 juillet   | Culture Beat              | Mr. Vain                                       |
| 31 | 30 juillet   | Culture Beat              | Mr. Vain                                       |
| 32 | 6 août       | Culture Beat              | Mr. Vain                                       |
| 33 | 13 août      | Culture Beat              | Mr. Vain                                       |
| 34 | 20 août      | 4 Non Blondes             | What's Up?                                     |
| 35 | 27 août      | 4 Non Blondes             | What's Up?                                     |
| 36 | 3 septembre  | 4 Non Blondes             | What's Up?                                     |
| 37 | 10 septembre | 4 Non Blondes             | What's Up?                                     |
| 38 | 17 septembre | 4 Non Blondes             | What's Up?                                     |
| 39 | 24 septembre | 4 Non Blondes             | What's Up?                                     |
| 40 | 1er octobre  | 4 Non Blondes             | What's Up?                                     |
| 41 | 8 octobre    | 4 Non Blondes             | What's Up?                                     |
| 42 | 15 octobre   | 4 Non Blondes             | What's Up?                                     |
| 43 | 22 octobre   | 4 Non Blondes             | What's Up?                                     |
| 44 | 29 octobre   | Pet Shop Boys             | Go West                                        |
| 45 | 5 novembre   | Pet Shop Boys             | Go West                                        |
| 46 | 12 novembre  | Pet Shop Boys             | Go West                                        |
| 47 | 19 novembre  | Meat Loaf                 | I'd Do Anything for Love (But I Won't Do That) |
| 49 | 26 novembre  | Meat Loaf                 | I'd Do Anything for Love (But I Won't Do That) |
| 50 | 3 décembre   | Meat Loaf                 | I'd Do Anything for Love (But I Won't Do That) |
| 51 | 10 décembre  | Meat Loaf                 | I'd Do Anything for Love (But I Won't Do That) |
| 52 | 17 décembre  | Meat Loaf                 | I'd Do Anything for Love (But I Won't Do That) |
| 53 | 24 décembre  | Meat Loaf                 | I'd Do Anything for Love (But I Won't Do That) |
| 54 | 31 décembre  | Meat Loaf                 | I'd Do Anything for Love (But I Won't Do That) |

## Classement des albums
| №  | Date         | Artiste            | Titre                              |
| -- | ------------ | ------------------ | ---------------------------------- |
| 1  | 1er janvier  | ABBA               | ABBA Gold - Greatest Hits          |
| 2  | 8 janvier    | ABBA               | ABBA Gold - Greatest Hits          |
| 3  | 15 janvier   | Bande Originale    | The Bodyguard                      |
| 4  | 22 janvier   | Bande Originale    | The Bodyguard                      |
| 5  | 29 janvier   | Bande Originale    | The Bodyguard                      |
| 6  | 5 février    | Bande Originale    | The Bodyguard                      |
| 7  | 12 février   | Bande Originale    | The Bodyguard                      |
| 8  | 19 février   | Bande Originale    | The Bodyguard                      |
| 9  | 26 février   | Bande Originale    | The Bodyguard                      |
| 10 | 5 mars       | Bande Originale    | The Bodyguard                      |
| 11 | 12 mars      | Bande Originale    | The Bodyguard                      |
| 12 | 19 mars      | Bande Originale    | The Bodyguard                      |
| 13 | 26 mars      | Bande Originale    | The Bodyguard                      |
| 14 | 2 avril      | Depeche Mode       | Songs of Faith and Devotion        |
| 15 | 9 avril      | Depeche Mode       | Songs of Faith and Devotion        |
| 16 | 16 avril     | Depeche Mode       | Songs of Faith and Devotion        |
| 17 | 23 avril     | Depeche Mode       | Songs of Faith and Devotion        |
| 18 | 30 avril     | Depeche Mode       | Songs of Faith and Devotion        |
| 19 | 7 mai        | Depeche Mode       | Songs of Faith and Devotion        |
| 20 | 14 mai       | Ace of Base        | Happy Nation                       |
| 21 | 21 mai       | Ace of Base        | Happy Nation                       |
| 22 | 28 mai       | Die Toten Hosen    | Kauf MICH!                         |
| 23 | 4 juin       | Herbert Grönemeyer | Chaos                              |
| 24 | 11 juin      | Herbert Grönemeyer | Chaos                              |
| 25 | 18 juin      | Herbert Grönemeyer | Chaos                              |
| 26 | 25 juin      | Herbert Grönemeyer | Chaos                              |
| 27 | 2 juillet    | Herbert Grönemeyer | Chaos                              |
| 28 | 9 juillet    | Herbert Grönemeyer | Chaos                              |
| 29 | 16 juillet   | U2                 | Zooropa                            |
| 30 | 23 juillet   | Ace of Base        | Happy Nation                       |
| 31 | 30 juillet   | U2                 | Zooropa                            |
| 32 | 6 août       | U2                 | Zooropa                            |
| 33 | 13 août      | 4 Non Blondes      | Bigger, Better, Faster, More!      |
| 34 | 20 août      | 4 Non Blondes      | Bigger, Better, Faster, More!      |
| 35 | 27 août      | 4 Non Blondes      | Bigger, Better, Faster, More!      |
| 36 | 3 septembre  | 4 Non Blondes      | Bigger, Better, Faster, More!      |
| 37 | 10 septembre | 4 Non Blondes      | Bigger, Better, Faster, More!      |
| 38 | 17 septembre | 4 Non Blondes      | Bigger, Better, Faster, More!      |
| 39 | 24 septembre | 4 Non Blondes      | Bigger, Better, Faster, More!      |
| 40 | 1er octobre  | 4 Non Blondes      | Bigger, Better, Faster, More!      |
| 41 | 8 octobre    | 4 Non Blondes      | Bigger, Better, Faster, More!      |
| 42 | 15 octobre   | 4 Non Blondes      | Bigger, Better, Faster, More!      |
| 43 | 22 octobre   | Pet Shop Boys      | Very                               |
| 44 | 29 octobre   | Pet Shop Boys      | Very                               |
| 45 | 5 novembre   | Pet Shop Boys      | Very                               |
| 46 | 12 novembre  | Pet Shop Boys      | Very                               |
| 47 | 19 novembre  | Meat Loaf          | Bat Out of Hell II: Back Into Hell |
| 49 | 26 novembre  | Meat Loaf          | Bat Out of Hell II: Back Into Hell |
| 50 | 3 décembre   | Phil Collins       | Both sides                         |
| 51 | 10 décembre  | Phil Collins       | Both sides                         |
| 52 | 17 décembre  | Phil Collins       | Both sides                         |
| 53 | 24 décembre  | Phil Collins       | Both sides                         |
| 54 | 31 décembre  | Phil Collins       | Both sides                         |

## Hit-Parade des singles de l'année
1. Haddaway - What Is Love
2. Ace of Base - All That She Wants
3. Culture Beat - Mr. Vain
4. 4 Non Blondes - Whats Up
5. 2 Unlimited - No Limit
6. Dr. Alban - Sing Hallelujah
7. Snow - Informer
8. UB40 - Can’t Help Falling in Love with You
9. Freddie Mercury - Living on My Own
10. Whitney Houston - I Will Always Love You
11. DJ BoBo - Somebody Dance with Me
12. Leila K - Open Sesame
13. Haddaway - Life
14. 2 Unlimited - Tribal Dance
15. Ace of Base - Wheel of Fortune
16. Soul Asylum - Runaway Train
17. Charles & Eddie - Would I Lie To You?
18. Captain Hollywood Project - More & More
19. Paul McCartney - Hope of Deliverance
20. U96 - Love Sees No Colour
21. Spin Doctors - Two Princes
22. Captain Hollywood Project - Only with you
23. Shaggy - Oh Carolina
24. Pet Shop Boys - Go West
25. Billy Joel - River of Dreams